# Twyford (Norfolk)
Twyford – wieś w Anglii, w hrabstwie Norfolk, w dystrykcie Breckland. Leży 27 km na północny zachód od Norwich i 161 km na północny wschód od Londynu. W 2001 miejscowość liczyła 26 mieszkańców.